# Francisco Alfredo Marco
Francisco Alfredo Marco (* 4. Oktober 1986 in Benidorm) ist ein spanischer Beachvolleyballspieler.

## Karriere
Marco startete ab 2002 auf diversen Jugend- und Juniorenmeisterschaften und erreichte 2003 mit Javier Alcaraz bei der U18-Europameisterschaft in Brno Platz drei. 2005 belegte Marco gemeinsam mit Adrián Gavira Collado den vierten Platz bei der U20-Europameisterschaft. Die beiden Spanier gewannen bei einem CEV Challenger in Zypern im folgenden Jahr die Silbermedaille und wurden Fünfte bei der U21-Weltmeisterschaft sowie Vierte bei der U23-Kontinentalmeisterschaft. 2007 starteten die beiden Beachvolleyballer von der iberischen Halbinsel zum ersten Mal bei der FIVB World Tour und scheiterten bei den Italian Open in der zweiten Qualifikationsrunde. Beim nächsten Turnier in Marseille erreichten sie das Hauptfeld, verloren jedoch anschließend ihre ersten beiden Spiele. Erfolgreicher waren sie bei der U21-Europameisterschaft auf Zypern mit dem Gewinn der Silbermedaille. 2008 spielte Marco an der Seite von Javier Pineda Luna, mit dem er bei der Europameisterschaft in Hamburg nach einem Sieg und zwei Niederlagen auf Platz 17 landete.
Von 2011 bis 2016 war Christian García Marcos Partner. Bei über 80 gemeinsamen Turnieren waren die besten Resultate für García/Marco ein zweiter Platz 2011 beim CEV Challenger in Warna, ein dritter Platz 2012 beikm CEV Masters in Novi Sad, ein zweiter Platz 2014 beim FIVB Open in Xiamen sowie ein dritter Platz 2014 beim CEV Masters in Biel. Bei der Europameisterschaft 2013 in Klagenfurt erreichten sie das Achtelfinale, in dem sie gegen das deutsche Duo Flüggen/Walkenhorst ausschieden. Bei der Europameisterschaft ein Jahr später auf Sardinien schieden García/Marco bereits in der ersten KO-Runde gegen die Österreicher Doppler/Horst aus. 2015 nahmen die beiden Spanier an den Europaspielen in Baku, an der Weltmeisterschaft in den Niederlanden und an der Europameisterschaft in Klagenfurt teil. 